# Кники
Кни́ки (пол. Knyki) — село в Польщі, у гміні Барвиці Щецинецького повіту Західнопоморського воєводства.
Населення — 461 особа (2011).

## Демографія
Демографічна структура станом на 31 березня 2011 року:
|          | Загалом | Допрацездатний вік | Працездатний вік | Постпрацездатний вік |
| -------- | ------- | ------------------ | ---------------- | -------------------- |
| Чоловіки | 245     | 61                 | 172              | 12                   |
| Жінки    | 216     | 38                 | 138              | 40                   |
| Разом    | 461     | 99                 | 310              | 52                   |